# Droga wojewódzka 246
Die Droga wojewódzka 246 (DW 246) ist eine 87 Kilometer lange Droga wojewódzka (Woiwodschaftsstraße) in der polnischen Woiwodschaft Kujawien-Pommern, die Paterek mit Dąbrowa Biskupia verbindet. Die Strecke liegt im Powiat Nakielski, im Powiat Żniński und im Powiat Inowrocławski.

## Streckenverlauf
Woiwodschaft Kujawien-Pommern, Powiat Nakielski
- 00 km  Paterek (Steinburg) (DW 241)
- 17 km  Szubin (Schubin) (DW 247)
- 19 km  Europastraße 261

Woiwodschaft Kujawien-Pommern, Powiat Żniński
- 31 km  Łabiszyn (Labischin) (DW 253)
- 32 km  Łabiszyn (Labischin) (DW 254)
-  gemeinsamer Streckenverlauf mit der Droga wojewódzka 254 (ca. 500 Meter)
- 32 km  Łabiszyn (Labischin) (DW 254)

Woiwodschaft Kujawien-Pommern, Powiat Inowrocławski
- 40 km  Złotniki Kujawskie (Güldenhof) (DK 25)
-  gemeinsamer Streckenverlauf mit der Droga krajowa 25 (ca. 500 Meter)
- 41 km  Złotniki Kujawskie (Güldenhof) (DK 25)
- 50 km  Żelechlin (Güldenhof) (DW 399)
- 62 km  Gniewkowo (Argenau) (DK 15)
-  gemeinsamer Streckenverlauf mit der Droga krajowa 15 (ca. 700 Meter)
- 63 km  Kreisverkehr, Gniewkowo (Argenau) (DK 15)
- 87 km  Dąbrowa Biskupia (Louisenfelde) (DW 252)